# Mellen (Wisconsin)
Pour les articles homonymes, voir Mellen.
Mellen est une ville américaine située dans le comté d'Ashland, au Wisconsin. Selon le recensement de 2010, sa population est de 731 habitants.